# الوردية

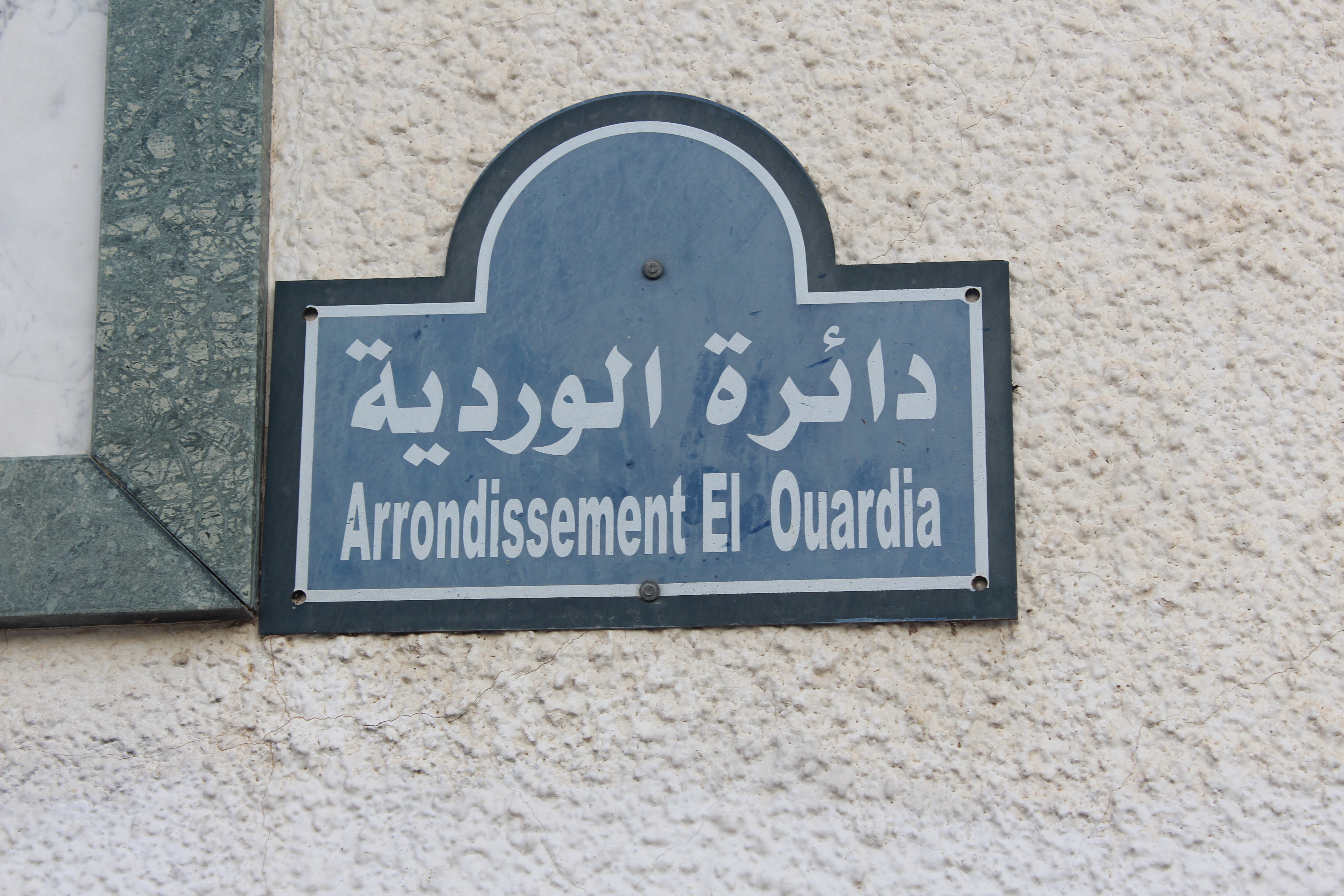
لوحة حائطية تشير إلى مدينة الوردية

الوردية أحد الأحياء الجنوبية لمدينة تونس، وهو حي سكني بالأساس حيث لا توجد به أنشطة اقتصادية ذات أهمية. يشقه الخط الجنوبي لمترو مدينة تونس المتجه إلى كل من مدينتي بن عروس و المروج.